# Mirosław Kula
Mirosław Kula (ur. 9 stycznia 1955) – polski inżynier, polityk i nauczyciel akademicki, w latach 1994–1997 wicewojewoda częstochowski.

## Życiorys
Absolwent Politechniki Częstochowskiej. Kształcił się podyplomowo w zakresie prawa i administracji na Uniwersytecie Wrocławskim oraz w Wyższej Szkole Bankowości i Finansów w Katowicach, uzyskał też certyfikat bankowca. Pracował jako nauczyciel akademicki na Politechnice Częstochowskiej i w liceum wojskowym. Został naczelnikiem działu w Banku Ochrony Środowiska, prowadził też własną firmę.
Zaangażował się w działalność polityczną w ramach Zjednoczonego Stronnictwa Ludowego i następnie Polskiego Stronnictwa Ludowego. W 1989 kandydował do Senatu w okręgu częstochowskim (zajął 6 miejsce na 12 kandydatów). Od 7 lutego 1994 do 19 grudnia 1997 sprawował funkcję wicewojewody częstochowskiego. Wystartował w wyborach do częstochowskiej rady miejskiej w 1998 (z listy Forum Samorządowego) i 2006 (z listy komitetu Tadeusza Wrony). W 2002 kandydował na prezydenta Częstochowy z ramienia wspieranego przez PSL komitetu Wojewódzka Częstochowa (zajął 5 miejsce na 10 kandydatów). Później działał w Aeroklubie Częstochowskim.
W 2002 otrzymał Krzyż Kawalerski Orderu Odrodzenia Polski.